# 昆西章克申 (加利福尼亞州)
昆西章克申（英語：Quincy Junction）是位於美國加利福尼亞州普盧默斯縣的一個非建制地區。該地的面積和人口皆未知。

## 地理
昆西章克申的座標為39°57′48″N 120°53′54″W / 39.96333°N 120.89833°W，而該地的平均海拔高度為1073米（即3520英尺）。